# Normgivningsmakten
Normgivningsmakten eller enbart normgivningen är inom juridisk, konstitutionell och statsvetenskaplig term för hur lagar, förordningar och andra allmänna bestämmelser och rättsregler tillkommer och vem som får besluta om vad.

## Grundläggande principer
I Sverige regleras normgivningsmakten i 8:e kapitlet Regeringsformen (RF), vilket är en av Sveriges grundlagar. Den nuvarande regeringsformen tillkom 1974 (SFS 1974:152).
En grundläggande princip med normgivningsmakten är att det inte får finnas något autonomt regelsystem som saknar konkret förankring och stöd i 8:e kapitlet RF. I statsrättslig mening meddelas rättsregler, i princip, i fyra former. Dessa är:
1. Grundlagar, som normalt måste beslutas av två olika riksdagar med mellanliggande riksdagsval.
2. Lagar, som stiftas av riksdagen
3. Förordningar, som utfärdas av regeringen
4. Föreskrifter, som beslutas av myndigheter

Grundprincipen är att allmänna rättsregler beslutas av riksdagen genom lag vilket framgår redan av RF 1:1, 3:e stycket (”Den offentliga makten utövas under lagarna”). Riksdagen får dock, under vissa förutsättningar, delegera normgivningsmakt till regeringen som då kan utfärda förordningar på området. Riksdagen kan också ge regeringen möjlighet att i sin tur delegera viss normgivningsmakt vidare till myndigheter, som då kan besluta om föreskrifter. Riksdagen är dock, i princip, förhindrad att delegera normgivningsmakt direkt till myndigheter. Regeringen tilldelas också viss egen normgivningskompetens.
Regelverket kring normgivningsmakten är komplicerat men en tumregel är att civilrättsliga bestämmelser, alltså rättsregler som reglerar förhållandet mellan enskilda, ska beslutas av riksdagen i lagform medan regeringen har en tämligen långtgående möjlighet att utfärda förordningar om sådant som reglerar förhållanden mellan staten och den enskilde. Andra exempel på sådant som normalt skall beslutas i lagform är straffrättsliga bestämmelser samt bestämmelser om skatter och andra så kallade betungande avgifter.

## Normkollision och lagprövning
Om en rättsregel av lägre rang bryter mot, ”kolliderar med”, en rättsregel av högre rang så skall som princip den av högre rang har företräde och tillämpas. Detta kallas för den formella lagkraftens princip (RF 8:18) eller lex superior. Därmed råder en slags normhierarki. Syftet är att till exempel en myndighet inte ska kunna ”upphäva” till exempel en lag genom att besluta om en föreskrift. Ett annat exempel kan vara att en förordning som är utfärdad av regeringen kolliderar med grundlagen eller vanlig lag. 
När så kallade normkollisioner inträffar kan domstolarna använda sin så kallade lagprövningsrätt och besluta att bestämmelsen av lägre rang inte ska tillämpas hur tydlig den än må vara. 

## Kritik
En av de tyngsta kritikerna mot att systemet med normgivningsmakten alltför ofta fungerar dåligt var Håkan Strömberg, professor i offentlig rätt vid Lunds universitet. Under sin akademiska gärning framhöll han ofta att regelverket i Regeringsformens 8:e kapitel är svårtytt och i alltför stor omfattning lämnar utrymme för tolkningar av vad framförallt regeringen har rätt att utfärda förordningar kring.